# Dilgo Khyentse Rinpocze
Dilgo Khjentse (alternatywna forma zapisu stosowana w języku polskim: Dilgo Czientse; tyb.: དིལ་མགོ་མཁྱེན་བརྩེ་, Wylie: dil mgo mkhyen brtse) Rinpocze Taszi Paldzior (ur. 1910, zm. 28 września 1991), znany także jako Czientse Do Ngag Lingpa, był wysoko urzeczywistnionym, znamienitym mistrzem medytacji, poetą i uczonym w szkole Ningma buddyzmu tybetańskiego. Uchodzi za inkarnację żyjącego w XIX wieku Dziamjanga Czientse Łangpo (1820–1892), niezwykłego mistrza i wizjonera uznanego za emanację Buddy Mądrości, który wraz z Dziamgonem Kongtrulem Lodro Taje (1813–1899) i Patrulem Rinpocze (1808–1887) zainicjował duchowe i kulturowe odrodzenie w Tybecie znane jako ruch rime.

## Życiorys
Dilgo Czientse urodził się w 1910 roku w dolinie Denhok położonej w królestwie Derge w prowincji Kham we Wschodnim Tybecie. Rodowe korzenie jego rodziny sięgały króla Trisong Decena rządzącego Tybetem w VIII w., tego samego, który zaprosił do Krainy Śniegów słynnego jogina i mistyka Padmasambhawę. Dilgo Czientse, będąc jeszcze w łonie matki, został rozpoznany jako tulku – tak określa się w Tybecie świadomie inkarnowanych mistrzów medytacji – przez ważnego nauczyciela Miphama Rinpocze (1846–1912), który przewidział niezwykłe przeznaczenie mającego się wkrótce urodzić dziecka. Kiedy chłopiec miał rok, powszechnie szanowany lama ze szkoły Sakja, Loter Łangpo, rozpoznał w nim emanację swojego zmarłego mistrza Dziamjanga Czientse Łangpo. Jednak ojciec Dilgo Czientse, sprawujący ministerialny urząd na dworze króla Derge, chociaż był osobą religijną, nie mógł zaakceptować myśli, że jego najmłodszy syn zostanie mnichem. Pragnął, żeby poszedł on w jego ślady i realizował się jako polityk oraz podtrzymał ród, ponieważ jego starsi synowie już byli mnichami.
W wieku dziesięciu lat chłopiec uległ podczas żniw ciężkiemu poparzeniu i zachorował; przez rok nie powracał do zdrowia. Wezwani lekarze stwierdzili, że jeśli nie będzie mógł kontynuować swojego duchowego rozwoju, to jego życie nie potrwa długo. W końcu ojciec wyraził zgodę na to, żeby syn realizował swoje pragnienia. Jedenastoletni chłopiec został mnichem w klasztorze Szeczen w prowincji Kham, jednym z sześciu głównych klasztorów szkoły Ningma. Tam też, zgodnie z tradycyjnymi procedurami, formalnie rozpoznano go jako manifestację umysłu Dziamjanga Czientse Łangpo. Dilgo Czientse został oficjalnie intronizowany przez swego rdzennego lamę Szeczen Dzialtsaba Rinpocze (1871–1926), który był sukcesorem Miphama Rinpocze.
Kolejnymi ważnymi nauczycielami Dilgo Czientse byli Szeczen Rabdziam Rinpocze oraz Szeczen Kongtrul Rinpocze, który żył w pustelni i podobnie jak Szeczen Dzialtsab Rinpocze nie zajmował się administracyjnymi sprawami klasztoru, lecz praktyką medytacyjną. Natomiast pod kierunkiem wielkiego uczonego Khenpo Szengpy, Dilgo Czientse studiował filozofię Środkowej Ścieżki (madhjamaka). Jako młody człowiek otrzymywał przekaz i wyjaśnienia Wielkiej Doskonałości od różnych nauczycieli, przede wszystkim od Dziamjanga Czientse Czieki Lodro (1893–1959), który przygotowywał Dilgo Czientse do roli dzierżawcy w okresie, kiedy, jak twierdził, przekaz nauk Buddy, a zwłaszcza Wielkiej Doskonałości, będzie narażony na niebezpieczeństwo.
W wieku piętnastu lat Dilgo Czientse rozpoczął serię odosobnień. Do dwudziestego ósmego roku życia większość czasu spędził na samotnych medytacjach, żyjąc w odosobnieniu w górskich jaskiniach i pustelniach. Od wczesnych lat Rinpocze doświadczał wizji Padmasambhawy, podczas których poznawał esencjonalne znaczenie term – nauk ukrytych dla potomnych przez Guru Rinpocze i jego partnerkę Jeszie Tsogial. Kiedy Rinpocze ponownie poważnie zachorował, otrzymał radę od swojego nauczyciela, by wzorem innych odkrywców term – tertonów, znalazł sobie odpowiednią partnerkę. Jego żoną została Khandro Lhamo.
Po ukończeniu serii odosobnień Dilgo Czientse spędził wiele lat z Dziamjangiem Czientse Czieki Lodro, który podobnie jak on był tertonem, a zarazem jedną z emanacji Dziamjanga Czientse Łangpo. Dilgo Czientse uważał go za swojego drugiego głównego nauczyciela po Szeczen Dzialtsabie Rinpocze.
Pod koniec lat pięćdziesiątych, kiedy w Kham rozpoczęła się wojenna zawierucha, Dilgo Czientse wraz z rodziną przedostał się z wielkim trudem do centralnego Tybetu, pozostawiając w Derge cały dobytek, łącznie z cennym księgozbiorem i własnymi rękopisami. Z Tsurphu, siedziby Karmapy leżącej na północny zachód od Lhasy, Rinpocze zdecydował się udać na uchodźstwo. Dilgo Czientse wyruszył w kierunku Bhutanu, dokąd wraz z najbliższymi uczniami i rodziną dotarł po wyczerpującej podróży. Działo się to mniej więcej w tym samym czasie, kiedy Tybet opuścił XVI Karmapa. W pobliżu Thimphu, stolicy Bhutanu, Rinpocze objął posadę szkolnego nauczyciela. Jego reputacja jako w pełni urzeczywistnionego mistrza szybko rosła, wokół niego zaczęło gromadzić się coraz więcej uczniów i na prośbę króla został jego osobistym duchowym doradcą.
Rinpocze odegrał wielką rolę w ocaleniu duchowej spuścizny swojego kraju, zbierając i publikując wiele rzadkich tekstów buddyjskich, które zostałyby stracone na zawsze w wyniku polityki rządu komunistycznych Chin opartej na systematycznym niszczeniu klasztornych uniwersytetów i bibliotek w Tybecie. Sam Dilgo Czientse napisał wiele komentarzy, tekstów medytacyjnych i wierszy – słynął z niezwykłej mądrości i znajomości nauk. Założył wiele ośrodków w Bhutanie i Indiach, zbudował wielki klasztor przy stupie Bodnath w Katmandu, stolicy Nepalu. Był także inicjatorem budowy wielu stup. Od połowy lat siedemdziesiątych zaczął coraz częściej odwiedzać kraje Zachodu, z czasem założył ośrodek Szeczen Tennji Dardżyling w Dordogne w południowej Francji, w bezpośrednim sąsiedztwie prowadzonego przez Gendyna Rinpocze i Dzigme Rinpocze ośrodka Karmapy w Dhagpo Kagyu Ling. Rinpocze był jednym z ważnych nauczycieli XIV Dalajlamy, jednym z jego głównych zachodnich uczniów był Matthieu Ricard.
Po śmierci Dudzioma Rinpocze w 1987 roku został zwierzchnikiem szkoły Ningma. Dilgo Czientse zmarł w Bhutanie 28 września 1991 roku, w ceremonii pogrzebowej brało udział ponad 50 tysięcy osób. W jakiś czas później odnaleziono jego kolejną inkarnację – chłopca, który urodził się w 1993 roku i otrzymał imię Khyentse Jangsi Rinpocze.

## Książki wydane w Polsce
- Sto wskazówek Padampy Sangdzie dla ludzi z Tingri, Wydawnictwo HUNG, Opole 2004
- Skarb Serca Buddów, Wydawnictwo ROGATY BUDDA, Opole 2013
- Mądrość Mistrzów (cytaty), Wydawnictwo ROGATY BUDDA, Opole 2014
- Obecność Mistrzów (cytaty), Wydawnictwo ROGATY BUDDA, Opole 2014
- Lśniący Księżyc (autobiografia), Wydawnictwo ROGATY BUDDA, Opole 2015